# Flucht ins 23. Jahrhundert
Flucht ins 23. Jahrhundert (Originaltitel: Logan’s Run) ist ein US-amerikanischer Science-Fiction-Film aus dem Jahr 1976 unter der Regie von Michael Anderson. Er basiert auf der Romanvorlage Logan’s Run von William F. Nolan und George Clayton Johnson.
Im 23. Jahrhundert verbringen die Menschen in unterirdischen Städten ein sorgloses Leben, das allerdings auf 30 Jahre begrenzt ist. Um dieser Begrenzung zu entkommen, versuchen manche, sogenannte Läufer, aus der Stadt zu entkommen, werden aber von Sandmännern gejagt. Ein solcher Sandmann – Logan 5, gespielt von Michael York – wird im Rahmen eines Auftrags selbst zum Läufer.

## Handlung
Innerhalb riesiger Kuppeln, die von der vermeintlich unbewohnbaren Außenwelt abschirmen, hat sich eine futuristische Wohlstandsgesellschaft gebildet, in der alle Menschen bis zum 30. Geburtstag ein sorgloses Leben führen dürfen. Alles wird von einem strengen Kontrollsystem überwacht, das ein vermeintlich allwissender Großcomputer steuert. Dazu gehört auch eine Lebensuhr, die jedem Einwohner kurz nach der Geburt in die Handfläche implantiert wurde und die verbleibende Lebenszeit anzeigt. Nach Ablauf der festgelegten Lebensspanne müssen sich alle einem vorgeblichen Erneuerungs-Ritual unterziehen, dem Karussell, indem tatsächlich alle Teilnehmer getötet werden.
Logan 5 ist ein erfahrener Sandmann, der dafür zuständig ist, sogenannte Läufer zu eliminieren – all jene, die sich dem Ritual der Erneuerung durch Flucht entziehen wollen. Vom Computer wird Logan auserwählt, das Versteck der Läufer, die Zuflucht, zu finden und zu zerstören. Zu diesem Zweck soll sich Logan als Läufer ausgeben, um die Dissidenten zu infiltrieren. Der Computer verkürzt seine Lebenszeit um vier Jahre, damit auch seine Lebensuhr nun anzeigt, dass er kurz vor dem 30. Lebensjahr steht.
Logan 5 kann Jessica 6, die Mitglied des Netzwerkes der Läufer ist, überzeugen, dass er keinen Verrat plant. Mit ihrer Hilfe findet er Zugang zum geheimen Treffpunkt der Läufer. Logans bester Freund Francis 7, ebenfalls ein Sandmann, ist inzwischen misstrauisch geworden und nimmt die Verfolgung auf. Er wird Zeuge, wie Logan 5 eine Läuferin nicht exekutiert, wie es seine Pflicht gewesen wäre, sondern stattdessen Fluchthilfe leistet. Francis 7 erschießt die Läuferin und greift daraufhin Logan 5 und Jessica 6 an, denen die Flucht in den Untergrund der Stadt gelingt.
Durch ein Labyrinth verfallener, nicht mehr benutzter technischer Anlagen gelangen Logan 5 und Jessica 6 über einen Aufzug in eine Eishöhle oberhalb der Stadt. Dort treffen sie auf den Cyborg BOX. Von ihm erfahren sie, dass er alle bisherigen über 1000 Läufer, die denselben Fluchtweg benutzt haben, gemäß seiner uralten Programmierung eingefroren und dadurch haltbar gemacht hat. Um dem gleichen Schicksal zu entgehen, zerstört Logan 5 BOX. Er und Jessica 6 erreichen schließlich die Oberfläche und stoßen auf die von Pflanzen überwucherten Ruinen von Washington, D.C. Im Lincoln Memorial treffen sie einen graubärtigen Mann, der weitaus älter ist als die erlaubten 30 Jahre. Durch seine Existenz wird ihnen klar, dass die Altersgrenze ihrer Gesellschaft willkürlich geschaffen wurde.
Plötzlich taucht Francis 7 auf, der den beiden die ganze Zeit über auf der Spur war. Es kommt zum Kampf, in dessen Verlauf Logan 5 seinen Freund tötet. Logan und Jessica kehren in die Stadt zurück, um den Einwohnern den Irrsinn der Erneuerung zu erklären, werden jedoch von den Sandmännern verhaftet. Beim anschließenden Verhör durch den Computer berichtet Logan von seinen Entdeckungen außerhalb der Kuppel. Da diese Berichte dem widersprechen, was der Computer als Tatsache ansieht, wird dieser überlastet und dadurch zerstört. 
Logan und Jessica nutzen daraufhin das dadurch verursachte Chaos, um sich von den Sandmännern zu befreien und zu fliehen. Durch den Wegfall der Steuerung kommt es zusätzlich auch in der Kuppelstadt zu Zerstörungen, worauf alle anderen Bewohner ebenfalls fliehen. Schließlich versammeln sich die geflüchteten Menschen staunend um den alten Mann, der auf die Rückkehr von Logan und Jessica gewartet hat. Durch ihn erkennen sie den Segen einer verlängerten Lebensspanne und scharen sich um ihn, was Jessica und Logan, die sich diesen Menschen angeschlossen hatten, mit Freude aus der Distanz beobachten.

## Hintergrund

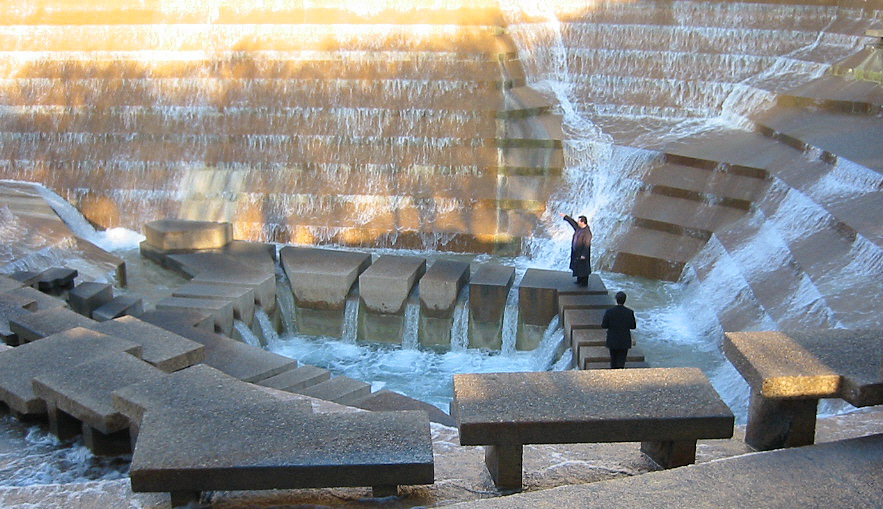
Fort Worth Water Gardens, Kulisse der Schlussszene

Flucht ins 23. Jahrhundert, der mit über 9 Millionen US-Dollar fast so teuer wurde wie Krieg der Sterne, war kommerziell gesehen ein großer Erfolg und spielte in den ersten fünf Tagen bereits 2,5 Millionen US-Dollar wieder ein. Die Spezialeffekte und Bauten waren überzeugend; besonders beeindruckend war die Gestaltung der überwucherten Ruinen von Washington, D.C. Kritik erntete der Film dafür, dass das Drehbuch sich nur grob an die Romanvorlage von William F. Nolan und George Clayton Johnson hält.

## Rezeption
Die Kritiken fielen unterschiedlich aus. Roger Ebert gab dem Film drei von vier Sternen. Das Magazin Variety lobte die Intelligenz und den Eskapismus des Films.
Die Kritik in der The New York Times war weniger positiv: Der Film lege keinen Wert auf Logik, sondern mehr auf Effekte.
Das New York Magazine war ebenso negativ in seinem Urteil. Es sei nur ein weiterer Endzeitfilm, der das Geld nicht wert sei. Die schauspielerische Leistung von York und Agutter wurde jedoch gelobt.
2015 setzte das Magazin Rolling Stone den Film auf den 27. Platz seiner Liste der besten Science-Fiction-Filme der 1970er Jahre. Der Film hat eine positive Bewertung von 61 % auf Rotten Tomatoes – basierend auf 33 Kritiken.

## Unterschiede zur Literaturvorlage
Abgesehen von der grundlegenden Prämisse weicht der Film stark vom Roman ab. Insbesondere die Motivationen der Figuren und zentrale Aussagen wurden geändert. Im Buch handelt es sich nicht um eine abgekapselte Gesellschaft innerhalb einer unterirdischen Stadt, sondern im Grunde um die gesamte Erdbevölkerung. Allen Beteiligten ist zudem bewusst, dass sie ihr Leben mit Erreichen der Altersgrenze definitiv beenden – im Buch ist diese sogar schon bei 21 Jahren erreicht, nicht erst bei 30. Logan wird auch nicht durch Weisung zum „Läufer“, sondern handelt aus persönlichem Antrieb, ursprünglich sogar in rein destruktiver Absicht. Francis verfolgt ihn, um die Zerstörung der real existierenden „Zuflucht“ zu verhindern, die sich auf einer Raumstation im Orbit um den Mars befindet. Während sich Logan und Jessica mit einer Rakete dorthin aufmachen, bleibt Francis auf der Erde zurück, um weiteren Menschen zur Flucht zu verhelfen.

## Auszeichnungen
- 1977: Sonderoscar – Auszeichnung in der Kategorie Beste visuelle Effekte für L. B. Abbott, Glen Robinson und Matthew Yuricich
- 1977: Oscar – Nominierung in der Kategorie Bestes Szenenbild (Art Direction) für Dale Hennesy und Robert De Vestel
- 1977: Oscar – Nominierung in der Kategorie Beste Kamera für Ernest Laszlo
- 1977: Saturn Award – Auszeichnung in der Kategorie Bester Science-Fiction-Film
- 1977: Saturn Award – Auszeichnung in der Kategorie Bestes Szenenbild (Art Direction) für Dale Hennesy
- 1977: Saturn Award – Auszeichnung in der Kategorie Beste Kamera für Ernest Laszlo
- 1977: Saturn Award – Auszeichnung in der Kategorie Bestes Kostüm für Bill Thomas
- 1977: Saturn Award – Auszeichnung in der Kategorie Bestes Make-up für William Tuttle
- 1977: Saturn Award – Auszeichnung in der Kategorie Bestes Szenenbild (Set Decoration) für Robert De Vestel
- 1977: Hugo Award – Nominierung in der Kategorie Best Dramatic Presentation
- 1977: Internationales Filmfestival Moskau – Nominierung in der Kategorie Goldener Preis

## Synchronisation
| Rolle            | Darsteller           | Synchronsprecher    |
| ---------------- | -------------------- | ------------------- |
| Logan 5          | Michael York         | Thomas Danneberg    |
| Francis 7        | Richard Jordan       | Christian Brückner  |
| Jessica 6        | Jenny Agutter        | Cornelia Meinhardt  |
| Alter Mann       | Peter Ustinov        | Hans Dieter Zeidler |
| Box              | Roscoe Lee Browne    | Lothar Blumhagen    |
| Doc              | Michael Anderson Jr. | Norbert Gescher     |
| Holly 13         | Farrah Fawcett       | Karin Buchholz      |
| Stimme der Stadt | Lara Lindsay         | Hallgerd Bruckhaus  |

## Erstaufführungen
- USA 23. Juni 1976
- Deutschland 4. März 1977

## Fernsehserie
Nach dem Film wurde eine 14-teilige Fernsehserie namens Logan’s Run gedreht, von der in den Vereinigten Staaten ab September 1977 elf Folgen ausgestrahlt wurden. Die letzten drei Folgen wurden nicht mehr ausgestrahlt.
In Deutschland wurde die Serie nie gesendet. Es existiert lediglich eine französische Fassung, die in Frankreich komplett ausgestrahlt wurde.

### Die Romane
- William F. Nolan, George Clayton Johnson: Flucht ins 23. Jahrhundert. Heyne, München 1984, ISBN 3-453-30438-1.

Nach dem Erfolg des Films entschloss sich Nolan zu einer Fortführung der Geschichte und veröffentlichte Logan’s World sowie Logan’s Search. Beide Romane orientieren sich an der Literaturvorlage und nicht am Film.

### Die Comics
USA

Marvel Comics brachte 1977 sieben Comichefte zum Film heraus, Nr. 1–5 waren Adaptionen des Films, in Nr. 6 und Nr. 7 versuchte man die Story weiterzuspinnen. Obwohl eine Nr. 8 im Heft 7 angekündigt war, wurde die Serie eingestellt. 1981 ist in Bizarre Adventures #28 eine Geschichte namens The Huntsman. Die Handlung der Geschichte ist vor der des Films angesiedelt und war als Back-up-Story für die Serie geplant. 
Adventures Comic brachte 1990 die Miniserie Logan’s Run heraus, dessen sechs Hefte eine Adaption der Bücher von Clayton Johnson und William F. Nolan darstellten. Die Titelbilder wurden von sechs verschiedenen Zeichnern (Heft 1 von Paul Gulacy) gestaltet, während die Geschichte und die schwarz-weiß ausgeführten Zeichnungen im Heft von Barry Blair stammten. Auf der Vorderseite stand der Hinweis „nur für Erwachsene“ und im ersten Heft war ein Vorwort von William F. Nolan abgedruckt.
1991 brachte dann Adventures Comic die Serie Logan’s World heraus, die ebenfalls aus sechs Heften bestand und ein Vorwort von William F. Nolan erhalten hatte. Barry Blair steuerte dieses Mal sowohl die Titelbilder als auch die Geschichte und die Zeichnungen in den Heften bei.
England

Brown Watson Comics brachte 1978 ein Logan’s Run Annual, das ein Magazin mit Fotos, ein Kurzroman, Spiel und zwei Comic-Geschichten rund um die Fernsehserie Logan’s Run war. In dem Magazin „Look-In“ wurden kurze schwarz-weiße Comic-Strips der Fernsehserie Logan’s Run veröffentlicht, 22 Geschichten beginnend mit Heft 15 und die letzte Geschichte in Heft 38 (September 1978).